# Fynbo
Fynbo – duński ser półtwardy, nazwany od wyspy Fionia (Fyn), gdzie wciąż jest wytwarzany w niewielkich ilościach. Powstaje z pasteryzowanego mleka krowiego z dodatkiem podpuszczki zwierzęcej, formowany jest w cylindry o wadze ok. 1,8 kg i dojrzewa przez kilka miesięcy. Ma kremowe wnętrze, naturalną złocistą skórkę i smak przypominający ziarna gryki. Zbliżony do goudy i Monterey Jack, może je zastępować w przepisach. Ze względu na ograniczoną produkcję poza Danią dostępny głównie w wyspecjalizowanych sklepach. Delikatny i kremowy, podawany jest do sałatek, kanapek i dań na ciepło .